# Chiara Gandolfi
Chiara Gandolfi (Roma, 28 ottobre 1995) è un'ex ginnasta italiana, vincitrice della medaglia d'oro alle parallele ai Giochi del Mediterraneo di Mersin 2013.

## Carriera
Chiara pratica ginnastica artistica dall'età di quattro anni e all'età di otto anni inizia ad allenarsi presso il Centro CONI all'Acqua Acetosa di Roma seguita dai tecnici Chiara Ferrazzi e Mauro Di Rienzo. Insieme a Giorgia Campana e Ilaria Bombelli è l'atleta di punta della Olos Gym 2000, protagonista negli ultimi anni di una risalita dalla Serie B alla A1.

### Carriera juniores
Nel dicembre del 2009 partecipa alle Gymnasiadi di Doha. Nel concorso a squadre vince la medaglia d'argento, dietro alla formazione russa, insieme alle compagne di squadra Andrea Foti, Giulia Leni, Carlotta Ferlito ed Eleonora Rando.

### 2011: Campionati Europei e Campionati mondiali
Partecipa, nell'aprile del 2011, ai Campionati Europei di Berlino, arrivando sedicesima nella classifica all-around di qualifica con 53.375. Non riesce a qualificarsi per la finale e non si qualifica per nessuna finale ad attrezzo arrivando 24sima alla trave (13.225), 26ª al corpo libero (13.025) e classificandosi come terza riserva per la finale della parallele asimmetriche (13.650).
Viene convocata a ottobre del 2011 per competere ai Mondiali di Tokyo dove, gareggiando solo al volteggio, alle parallele e al corpo libero, raggiunge il nono posto al concorso generale a squadre. Per qualificarsi in maniera diretta alle Olimpiadi di Londra 2012 la squadra avrebbe dovuto piazzarsi entro l'ottavo posto.

### 2012: Test Event e mancata convocazione olimpica
L'11 gennaio 2012 partecipa al Test Event di Londra, ultima prova di qualificazione per le Olimpiadi di Londra. Compete solo alle parallele asimmetriche (13.366) e aiuta la squadra italiana a conquistare il diritto a partecipare alle Olimpiadi, essendosi qualificata al primo posto nel concorso generale a squadre (con 224.621 punti) davanti a Canada e Francia.
Il 10 marzo partecipa alla prima tappa di Campionato A1 a Bari. Queste gare di campionato, insieme al Trofeo Città di Jesolo che si svolgerà alla fine del mese corrente, sono delle prove che serviranno per decidere i nomi degli atleti che parteciperanno alle Olimpiadi. La Olos Gym 2000, società di cui fa parte Chiara, si posiziona al quarto posto nella classifica a squadre (punteggio complessivo: 158,650) dietro alla vincente Brixia Brescia (166,950), alla Pro Lissone (159,250) e alla GAL Lissone (159,150). Individualmente, con un punteggio complessivo di 53.500, arriva al nono posto nella classifica "virtuale" dell'evento (13.750 al volteggio, 13.950 alle parallele, 12.450 alla trave e 13.350 al corpo libero). Per la seconda tappa di campionato A1, svoltasi a Firenze il 24 marzo, con un punteggio complessivo di 154.650, la Olos Gym 2000 si piazza al quinto posto.
Ai Campionati Assoluti riesce a classificarsi quinta nel concorso generale individuale (51.850 punti). Non riesce a qualificarsi per la finale alle parallele asimmetriche, suo attrezzo di punta, dove diventa prima riserva con un punteggio di 13.100.
Il 7 luglio partecipa a un quadrangolare, valido come ultimo incontro internazionale prima delle Olimpiadi, con Romania, Francia e Germania. Compete al volteggio, parallele asimmetriche e corpo libero e contribuisce al secondo posto della squadra italiana (169.450), che viene però battuta dalla Romania (180.200) di dieci punti circa. Viene infine convocata, insieme a Vanessa Ferrari, Carlotta Ferlito, Erika Fasana, Elisabetta Preziosa, Giorgia Campana e Francesca Deagostini al ritiro collegiale a Brescia dove viene scelto, tra le migliori sette ginnaste italiane, il quintetto olimpico. Chiara e Francesca Deagostini sono le atlete non convocate per la nazionale.
A ottobre partecipa all'Abierto Mexicano di Acapulco, arrivando quinta nel concorso generale. Nel mese di novembre viene scelta come ginnasta straniera per la terza tappa della Bundesliga tedesca (l'equivalente della Serie A italiana). A Bünde la romana chiude in sesta posizione nel concorso generale "virtuale" con 52.950 punti, mentre la sua squadra si classifica al settimo posto (190.700) su otto formazioni partecipanti. Il suo attrezzo migliore sono le parallele asimmetriche (13.800), poi tre discreti esercizi a trave (13.250), corpo libero (13.050) e volteggio (12.850).

### 2013: Serie A1, Assoluti e Giochi del Mediterraneo

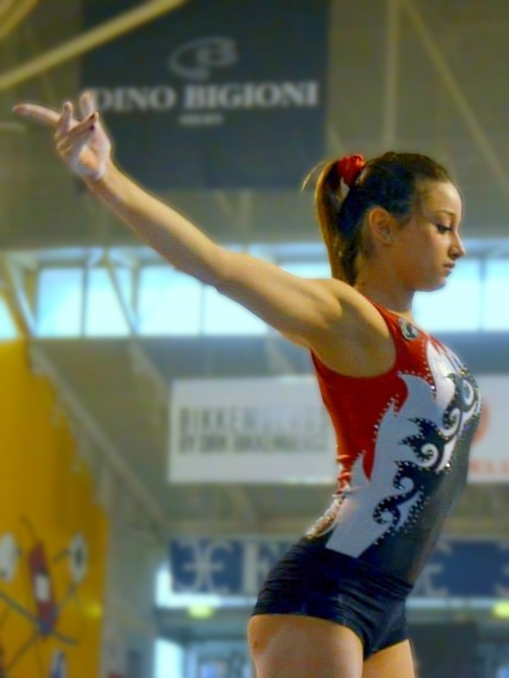
Chiara Gandolfi agli Assoluti di Ancona.

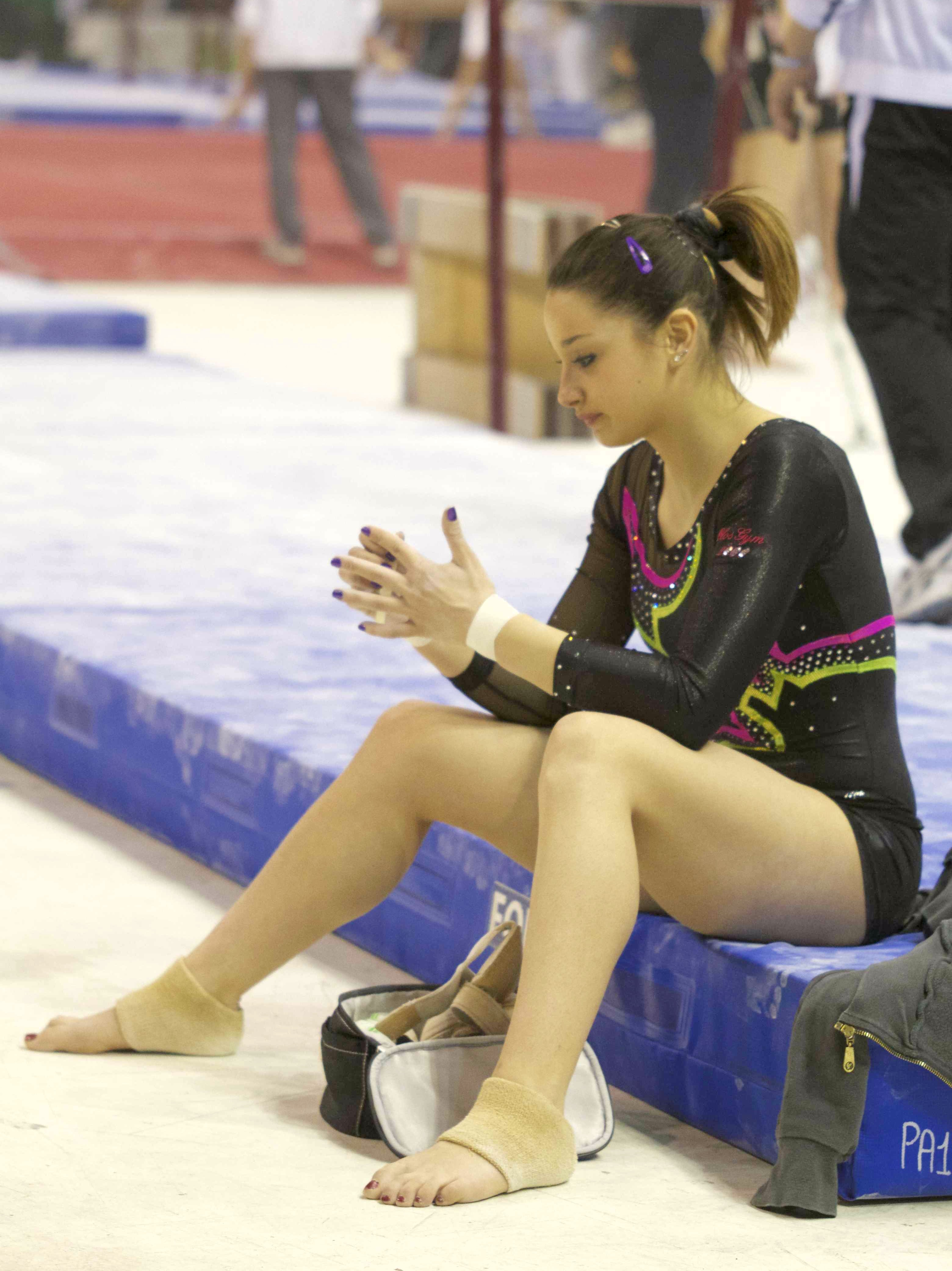

Inaugura la stagione partecipando alla prima tappa di Campionato di Serie A1 ad Ancona. La Olos Gym 2000, con un complessivo di 156.750 punti, si piazza al quarto posto a soli due decimi dalla terza classificata Pro Lissone, pagando una doppia caduta di Giorgia Campana e una di Chiara alla trave. Nella seconda tappa, ospitata a Padova, si registra un terzo posto storico per la Olos Gym: le romane, con 156.700 punti, riscrivono la loro storia salendo sul podio per la prima volta dopo la repentina scalata degli ultimi anni. Chiara contribuisce al successo con un buon esercizio al volteggio (13.800) e uno alle parallele asimmetriche (13.500). Nell'ultima tappa di Firenze la squadra romana si classifica al secondo posto (161.300) che trova il punto più alto della sua giovane storia grazie a dei buoni esercizi di Giorgia Campana e al contributo di Chiara, Giorgia Morera e Ilaria Bombelli.
Ai Campionati Italiani Assoluti di Ancona compete solo al corpo libero e alle parallele, riuscendo a qualificarsi per la finale agli staggi con il secondo miglior punteggio (14.000). Durante la fase finale, con 13.600 punti, conquista l'argento alle spalle della compagna di squadra Giorgia Campana (14.050).
Insieme a Vanessa Ferrari, Giulia Leni, Elisabetta Preziosa e Giorgia Campana viene scelta per partecipare ai XVII Giochi del Mediterraneo a Mersin dal 21 al 24 giugno. Durante la giornata di qualificazione, valida anche come finale del concorso a squadre, Chiara esegue due buoni esercizi a parallele (13.700) e trave (13.400) ma commette un importante errore al corpo libero (12.866). Nonostante questo, riesce a vincere l'oro con la squadra Italiana, che stacca di circa sette punti la seconda classificata Francia. Inoltre si qualifica per la finale alle parallele asimmetriche al terzo posto e arriva quinta per la finale alla trave, ma non può parteciparvi a causa della regola dei passaporti. Il 24 giugno compete nella finale di specialità alle parallele, conquistando l'oro con 14.200 punti.
Il 30 ottobre Chiara è chiamata a rappresentare l'Italia al Memorial "Arthur Gander" in Svizzera. La gara viene vinta dalla rumena Larisa Iordache; Chiara gaeggia a trave, volteggio e parallele chiudendo in quinta posizione. Il 3 novembre partecipa in coppia con Paolo Principi alla Swiss Cup a Zurigo; pur non riuscendo a qualificarsi per la finale Chiara e Paolo concludono la loro gara in sesta posizione.

### Il passaggio al C.S. Esercito; l'infortunio e il ritiro
L'8 febbraio 2014 partecipa alla prima gara della stagione di Serie A1 con la Olos Gym, ottenendo il miglior punteggio alle parallele (13,750).
Partecipa anche alla seconda e terza tappa di serie A, a Torino e a Desio: insieme a Giorgia Campana, Giorgia Morera e Beatrice Borghi l'Olos Gym 2000 conquista il 2º posto del campionato, alle spalle di una brillante Brixia Brescia.
A fine maggio compete ai campionati assoluti di Ancona, dove è costretta a portare esercizi semplificati a causa di un problema alla spalla. Riesce comunque a conquistare la medaglia di bronzo alle parallele (13,300), alle spalle di Giorgia Campana (13,700) e Martina Rizzelli (13,650).
Il 9 giugno 2014 viene ufficializzato il passaggio al Centro sportivo olimpico dell'Esercito in ferma prefissata quadriennale (VFP4), come caporale.
A causa degli stessi problemi alla spalla interrompe gli allenamenti nell'estate 2014 e non partecipa alla Golden League 2014.
Nel mese di agosto del 2015, dopo ormai un anno di pausa dalle competizioni, annuncia il ritiro dall'attività agnostica a causa dei problemi fisici che le hanno per lungo tempo impedito di allenarsi.